# Bluesmóvel

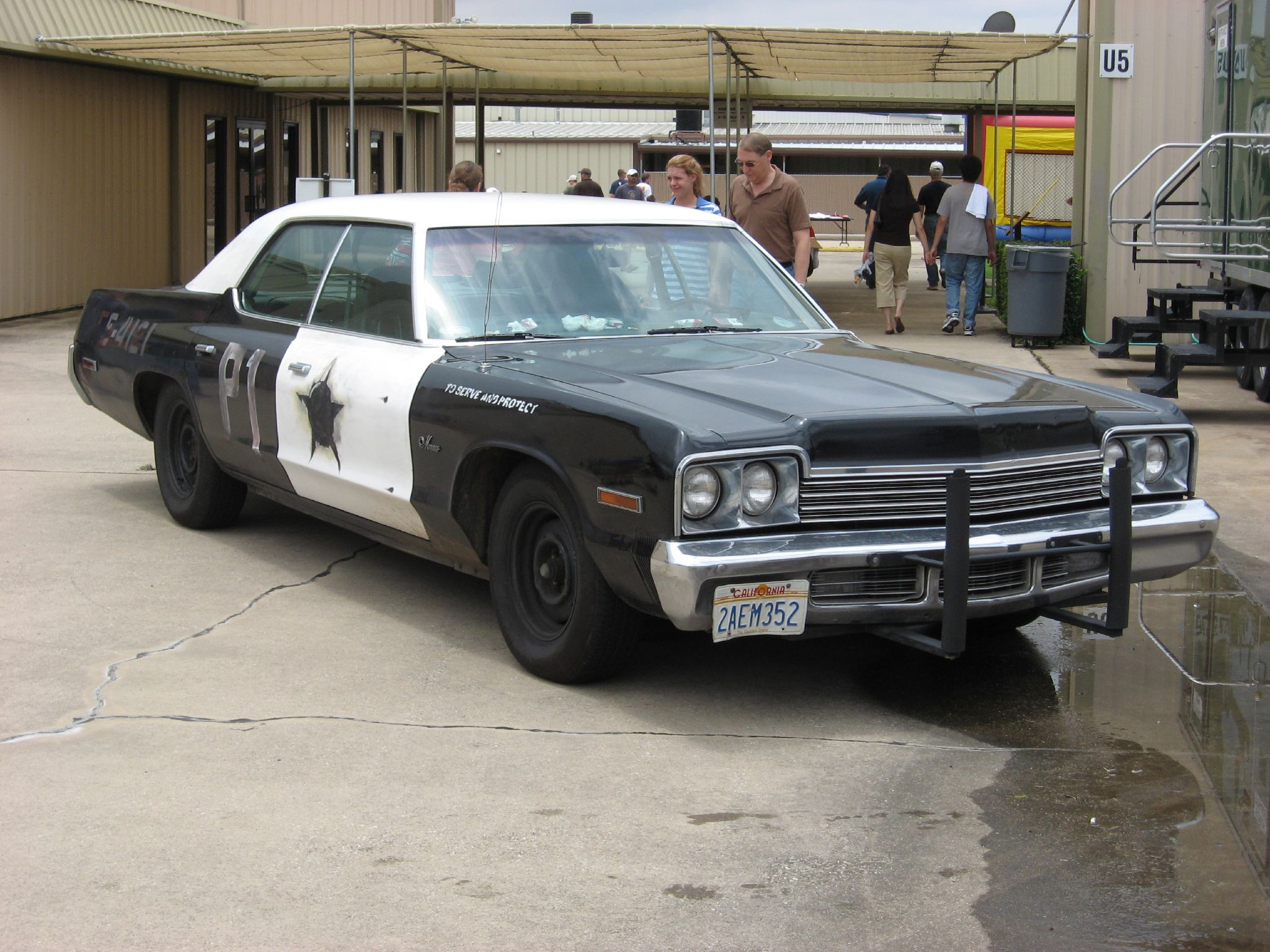
replica do Bluesmóvel

Bluesmóvel é um automóvel fictício, criado para o filme The Blues Brothers de 1980. No filme, Elwood aparece na porta da prisão para pegar o irmão, dirigindo um velho e deteriorado carro da polícia, um Dodge Monaco de 1974, com motor V-8. Jake não sabe que o carro foi modificado, mas quando os irmãos são perseguidos pela polícia, Elwood mostra toda a verdadeira potência do motor. Em Blues Brothers 2000 de 1998, o carro entra em cena novamente, por Elwood que precisa embarcar em uma nova missão, que será reunir a velha banda, desta vez com ajuda de um tristonho barman, para competir no concurso de bandas da Rainha Moussette e ainda colocar um problemático órfão chamado Buster no caminho da redenção. E ainda provar à polícia que não sequestrou o problemático órfão e que o chefe da policia é seu meio irmão.  